# Silverbjörnen
Silverbjörnen (på tyska Silberner Bär) filmpris som delas ut vid den årliga Filmfestivalen i Berlin bredvid huvudpriset Guldbjörnen sedan 1956.

## Priskategorier

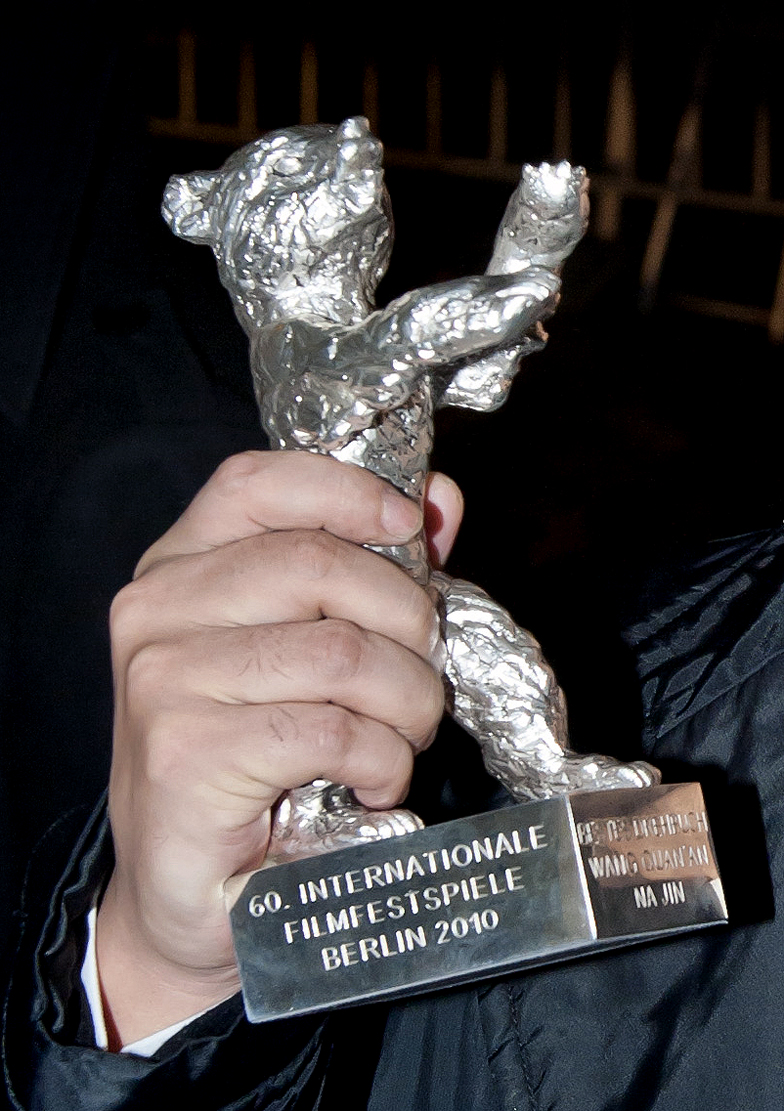
Silverbjörnen.

Silverbjörnen delas ut i dessa kategorier:
- Juryns stora pris (festivalens näst bästa film, efter vinnaren av Guldbjörnen)
- Juryns pris (festivalens tredje bästa film)
- Bästa kortfilm (festivalens näst bästa kortfilm, efter vinnaren av Guldbjörnen för bästa kortfilm)
- Bästa regi
- Bästa huvudroll
- Bästa biroll
- Bästa manus
- Enastående konstnärliga bidrag

### Nedlagda priskategorier
- Bästa kvinnliga skådespelare (1956–2020)
- Bästa manliga skådespelare (1956–2020)
- Alfred Bauer-priset (1987–2020, ersattes med Juryns pris)
- Bästa filmmusik (2002–2007)